# Nadja Roma
Nadja Roma, född den 27 juli 1988 i Stockholm, och är en svensk vänsterhänt professionell tennisspelare som tävlat för det svenska damlandslaget i Fed Cup vid tre tillfällen: 2004, 2006 och 2008.
Hon blev professionell 2005 och har vunnit en internationell titel i singel och sju i dubbel. Hennes högsta ranking som senior i singel var nummer 399 i oktober 2006 och 352 i dubbel i juli 2007. Som junior var hon som bäst 98 i världen och har spelat en grand slam-tävling i Australien. Som 16-åring var Roma rankad etta i Sverige och har vunnit flera SM-guld i singel, dubbel och i lag.
Hennes syster Sandra är också tennisspelare och de representerar båda Stockholms Allmänna Lawntennisklubb. Sedan maj 2009 är Roma licensierad personlig tränare.